# Отто Брам
О́тто Брам (нім. Otto Brahm; *5 лютого 1856 — †28 листопада 1912) — німецький режисер, один з представників натуралізму в театрі.
Очолював у Берліні Вільний театр (1889—1894), Німецький театр (1894—1904) і Лессінг-театр (1904—1912).
У своїй творчості прагнув до життєвої правдоподібності постановок, цільності акторського ансамблю, психологічної глибини актор, виконання. Уславився постановкою п'єс Гауптмана, Ібсена, Метерлінка, Шніцлера; в 1900 поставив «Владу темряви» Л. Толстого. Згодом став на позиції імпресіонізму.
Брам — автор ряду праць з історії літератури.